# ريتشارد لوي (لاعب كرة قدم)
ريتشارد لوي (بالإنجليزية: Richard Lowe)‏ (13 يوليو 1915 في المملكة المتحدة - 1 يناير 1986) هو لاعب كرة قدم بريطاني (وحمل سابقاً جنسية المملكة المتحدة لبريطانيا العظمى وأيرلندا) في مركز الهجوم. لعب مع شيفيلد يونايتد وليدز يونايتد وهال سيتي.